# 布魯姆敦 (阿拉巴馬州)
布魯姆敦（英語：Broomtown）是一個位於美國阿拉巴馬州切羅基縣的非建制地區和人口普查指定地區。根據2010年美國人口普查，該地人口為1828人。

## 地理
布魯姆敦的座標為34°21′38″N 85°31′18″W / 34.360556°N 85.521667°W，而該地最高點為海拔高度208米（即682英尺）。